# Carter Glass
Carter Glass (Lynchburg, 1858. január 4. – Washington, 1946. május 28.) az Amerikai Egyesült Államok szenátora (Virginia, 1920–1946).